# Menci
Mengzi (xinès: 孟子; pinyin: Mèng Zǐ; Wade-Giles: Meng Tzu, Mestre Meng), conegut a Occident com a Menci, va ser un filòsof xinès considerat el confucianista més important després del mateix Confuci. Va néixer vora l'any 371 aC a l'estat de Zou o Zoucheng, a la província de Shandong, proper al lloc de naixement de Confuci, i va morir a Lu (Shandong) vora l'any 289 aC. També se'l coneix amb el seu nom de naixement Meng Ke o Ko.
Vivint durant el període dels Estats Combatents, es diu que va passar gran part de la seva vida viatjant pels estats oferint consells a diferents governants. Les converses amb aquests governants constitueixen la base del Mencius, que més tard seria canonitzat com un clàssic confucià.
Un principi principal de la seva obra és que la naturalesa humana és justa i humana. Les respostes dels ciutadans a les polítiques dels governants encarnen aquest principi, i un estat amb polítiques justes i humanes prosperarà per naturalesa. Aleshores, els ciutadans, lliures de les bones regles, dedicaran temps a tenir cura de les seves dones, germans, ancians i fills, i seran educats amb ritus i, naturalment, esdevindran millors ciutadans. Això el va posar en desacord amb el seu contemporani proper, Xunzi, que creia que la naturalesa humana és dolenta per naixement.
Va difondre una ètica social basada en la benevolència i en la rectitud, defugint l'excessiu utilitarisme de Confuci; va insistir en el paper de la formació en la conducta moral i va acostar el concepte del junzi com a persona ideal a l'experiència mística de la il·luminació. La seva insistència en la pietat filial (xiao), que preconitzava tenir un fill mascle per a continuar els sacrificis als avantpassats, ha influït molt en el concepte de la família que prioritza més els nens que les nenes.

## Biografia

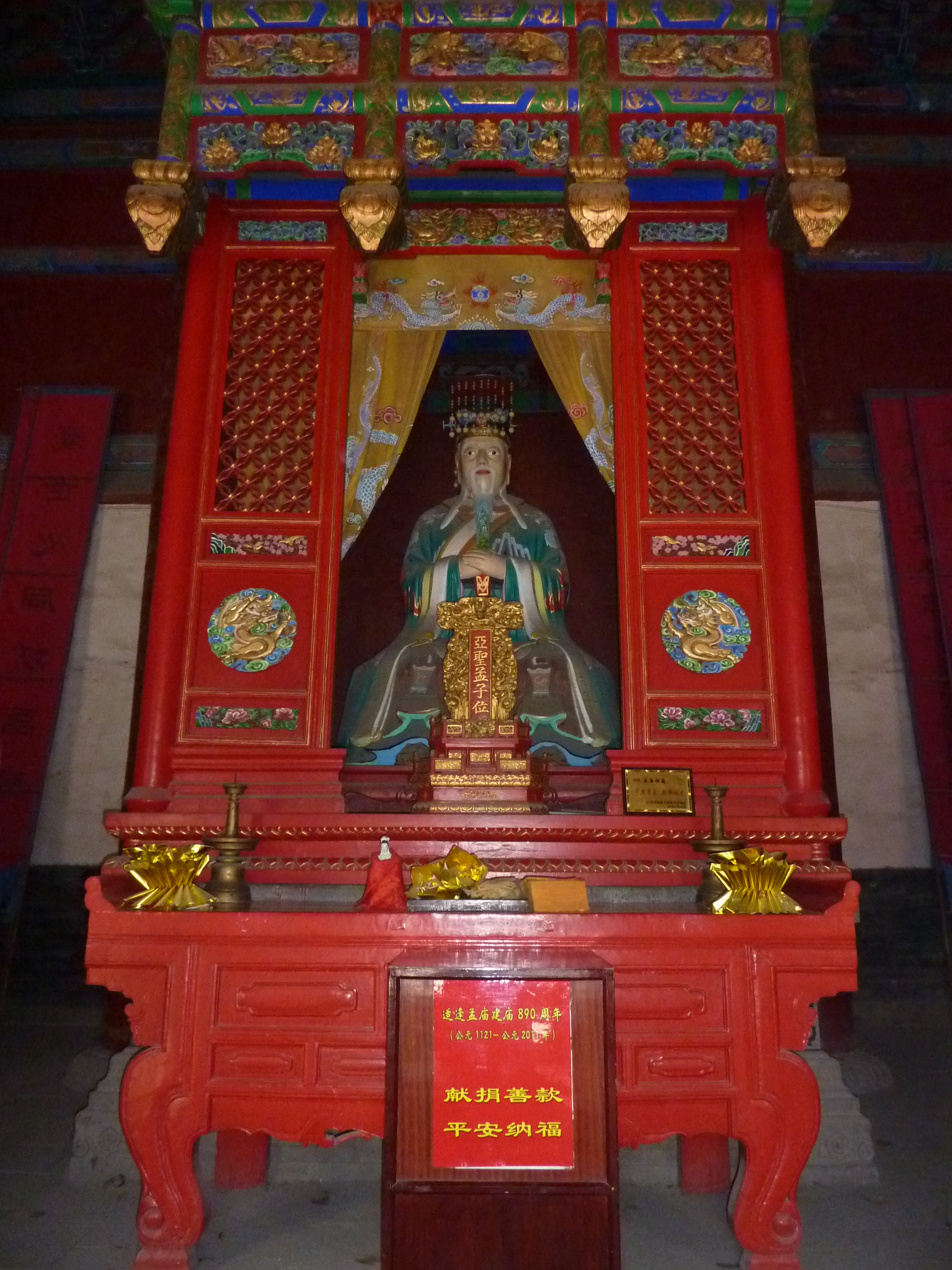
Una imatge de Menci al santuari del temple de Menci, Zouchheng

Va ser un filòsof i savi xinès itinerant, i un dels principals intèrprets del confucianisme. Suposadament, va ser deixeble del net de Confuci, Zisi. Com Confuci, segons la llegenda, va viatjar per la Xina durant quaranta anys per oferir consells als governants per a la reforma. Durant el període dels Estats Combatents (403-221 aC), Menci va servir com a oficial i erudit a l’Acadèmia Jixia a l'estat de Qi (1046 aC a 221 aC) del 319 al 312 aC. Va expressar la seva pietat filial quan va agafar tres anys d'excedència de les seves funcions oficials perquè Qi plorés la mort de la seva mare. Decebut pel seu fracàs per fer canvis en el seu món contemporani, es va retirar de la vida pública.
Menci va ser enterrat al cementiri de Mencius (孟子林, Mengzi Lin, també conegut com 亞聖林, Yasheng Lin), que es troba a 12 km al nord-est de l'àrea urbana central de Zouchheng. Davant de la seva tomba es troba una estela portada per una tortuga gegant de pedra i coronada amb dracs.

### Mare
La mare de Menci sovint es considera una figura femenina exemplar a la cultura xinesa. Un dels modismes tradicionals xinesos de quatre caràcters més famosos és孟母三遷(pinyin ); aquesta dita fa referència a la llegenda que la mare de Mencius es va traslladar de casa tres vegades abans de trobar un lloc que cregués adequat per a la criança del nen. Com a expressió, el modisme fa referència a la importància de trobar l'entorn adequat per a la criança dels fills.
El pare de Menci, Meng Ji (孟激) va morir quan Menci era molt jove. La seva mare Zhǎng (仉 ) o Meng Mu (孟母) va criar el seu fill sola. Eren molt pobres. Al principi vivien al costat d'un cementiri, on la mare va trobar el seu fill imitant els dolents pagats en les processons fúnebres. Per això, la mare va decidir traslladar-se. La casa següent era prop d'un mercat de la ciutat. Allà el nen va començar a imitar els crits del carnisser. Així que la mare es va traslladar a una casa al costat d'una escola. Inspirat pels estudiosos i estudiants, Menci va començar a estudiar. La seva mare va decidir quedar-se, i Menci es va convertir en un erudit.
Una altra història il·lustra encara més l'èmfasi que la mare de Menci va posar en l'educació del seu fill. Segons diu la història, una vegada, quan Menci era jove, va sortir de l'escola. La seva mare va respondre al seu aparent menyspreu per la seva educació agafant unes tisores i tallant la tela que havia estat teixint davant seu. Amb això pretenia il·lustrar que no es pot aturar una tasca a mig fer, i el seu exemple va inspirar a Menci a ser diligent en els seus estudis.
Hi ha una altra llegenda sobre la seva mare i la seva dona, que inclou una època en què la seva dona estava sola a casa i Menci va descobrir que no estava asseguda correctament. Menci va pensar que la seva dona havia violat un ritu i va demanar el divorci. La seva mare va afirmar que estava escrit al Llibre dels ritus que abans que una persona entrés a una habitació, havia d'anunciar la seva imminent presència en veu alta per deixar que els altres es preparessin per a la seva arribada; com que no ho havia fet en aquest cas, la persona que havia violat el ritu era el mateix Menci. Finalment Menci va admetre la seva culpa.
La seva mare és una de les 125 dones de les quals s'han inclòs biografies a les Biografies de dones exemplars, escrites per Liu Xiang.

### Llinatge
El fill del duc Huan de Lu a través de Qingfu (慶父 ) va ser un avantpassat de Menci. Era descendent del duc Yang de l'estat de Lu (魯煬公 ). El duc Yang era fill de Bo Qin, que era fill del duc de Zhou de la família reial de la dinastia Zhou. La genealogia es troba a l'arbre genealògic de Menci (孟子世家大宗世系 ).
Els descendents de Menci vivien a Zouchheng a la mansió de la família Menci, on també es va construir el temple de Menci i també un cementiri per als descendents de Menci.
Meng Haoran i Meng Jiao eren uns descendents de Menci que van viure durant la dinastia Tang.
Durant la dinastia Ming, un dels descendents de Mencius va rebre un títol hereditari a l'Acadèmia Hanlin per l'emperador. El títol que tenien era Wujing Boshi (Doctor dels cinc clàssics, 五經博士;五經博士; Wǔjīng Bóshì). El 1452, el Wujing Boshi va ser atorgat a la descendència de Mengzi-Meng Xiwen (孟希文) i Yan Hui -Yan Xihui (顔希惠), el mateix es va atorgar a la descendència de Zhou Dunyi -Zhou Mian (週冕), els dos germans Cheng (Cheng Hao i Cheng Yi -Chen Keren (程克仁), Zhu Xi -Zhu Ting (朱梴), el 1456–1457, el 1539 el mateix va ser atorgat a la descendència de Zeng Can -Zeng Zhicui (曾質粹), el 1622 la descendència de Zhang Zai va rebre el títol i el 1630 la descendència de Shao Yong.
Un dels descendents directes de Menci va ser Meng Chih (anglicitzat com a Paul Chih Meng), antic director de China House i director de l'Institut de la Xina el 1944. La revista Time va informar que l'edat de Meng aquell any era de 44 anys. Meng va morir a Arizona el 1990 a l'edat de 90 anys. El Davidson College de Carolina del Nord i la Universitat de Colúmbia van ser la seva alma mater. Assistia a un discurs juntament amb el descendent de Confuci HH Kung.
A la Xina hi ha una oficina anomenada Oficial Sacrificial a Menci que és ocupada per un descendent de Menci, amb el càrrec d'Oficial Sacrificial a Zengzi per a un descendent de Zengzi, Oficial Sacrificial a Yan Hui per a un descendent de Yan Hui, i el càrrec d'Oficial sacrificial de Confuci, ocupat per un descendent de Confuci.
Els descendents de Menci encara utilitzen poemes de generació per als seus noms que els van donar els emperadors Ming i Qing juntament amb els descendents dels altres quatre savis (四氏): Confuci, Zengzi i Yan Hui.
Els llocs històrics relacionats amb els seus descendents són la mansió de la família Meng (孟府), el temple de Menci (孟廟) i el cementiri de Menci (孟林).
Un dels descendents de Menci es va traslladar a Corea i va fundar el clan Sinchang Maeng.

## Pensament

### Naturalesa humana
Menci exposa el concepte que l'ésser humà és naturalment just i humà. És la influència de la societat la que provoca un mal caràcter moral. Menci ho descriu en el context d'educar els governants i els ciutadans sobre la naturalesa de l'home. Qui s'esforça al màxim en coneix la seva naturalesa i la manera d'aprendre no és altra que trobar la ment perduda.
Menci pensava que l'home és bo per natura (liang) i que ha de poder desenvolupar una conducta raonable i recta, però que aquesta bondat innata es pot perdre per la mala influència de la societat corrupta. Per il·lustrar la seva convicció, deia que qualsevol persona que veu un nen a punt de caure dins d'un pou sent automàticament l'impuls d'ajudar-lo, sense més consideracions.

### Els quatre inicis (o brots)
Segons aquest pensador, al cor de tot ésser humà hi ha quatre tendències o sentiments naturals que l'orienten cap al bon camí: la compassió, la vergonya, el respecte i la modèstia i el sentiment de discerniment entre el que està bé i el que està malament. Aquests sentiments són una mena d'arrels que, conreades, desenvolupen les virtuts de la benevolència, la rectitud, el decòrum i el coneixement.
| « | Els testimonis d'aquest esdeveniment senten immediatament alarma i angoixa, no per aconseguir amistat amb els pares del nen, ni per buscar l'elogi dels seus veïns i amics, ni perquè no els agrada la fama [de falta d'humanitat si no rescaten el nen]. .. El sentiment de commiseració és definitivament l'inici de la humanitat; el sentiment de vergonya i antipatia és el principi de la justícia; el sentiment de deferència i compliment és l'inici de la propietat; i el sentiment de bé o mal és l'inici de la saviesa. Els homes tenen aquests quatre principis igual que tenen les seves quatre extremitats. Tenir aquests quatre inicis, però dir que no poden desenvolupar-los és destruir-se a si mateixos. | » |

La naturalesa humana té una tendència innata a la bondat, però la rectitud moral no es pot instruir fins a l'últim detall. És per això que només els controls externs fracassen en la millora de la societat. La veritable millora resulta del cultiu educatiu en entorns favorables. Així mateix, els ambients dolents tendeixen a corrompre la voluntat humana. Això, però, no és una prova de maldat innat perquè una persona de pensament clar evitaria causar danys als altres. Aquesta posició de Menci el situa entre confucians com Xunzi que pensaven que les persones eren dolentes de forma innata, i taoistes que creien que els humans no necessitaven cultiu, només necessitaven acceptar la seva bondat innata, natural i sense esforç. Els quatre inicis/brots podrien créixer i desenvolupar-se, o podrien fallar. D'aquesta manera Menci va sintetitzar parts integrals del taoisme en el confucianisme. Calia l'esforç individual per cultivar-se, però les tendències naturals d'un eren bones per començar. L'objecte de l'educació és el cultiu de la benevolència, també conegut com Ren.

### Educació

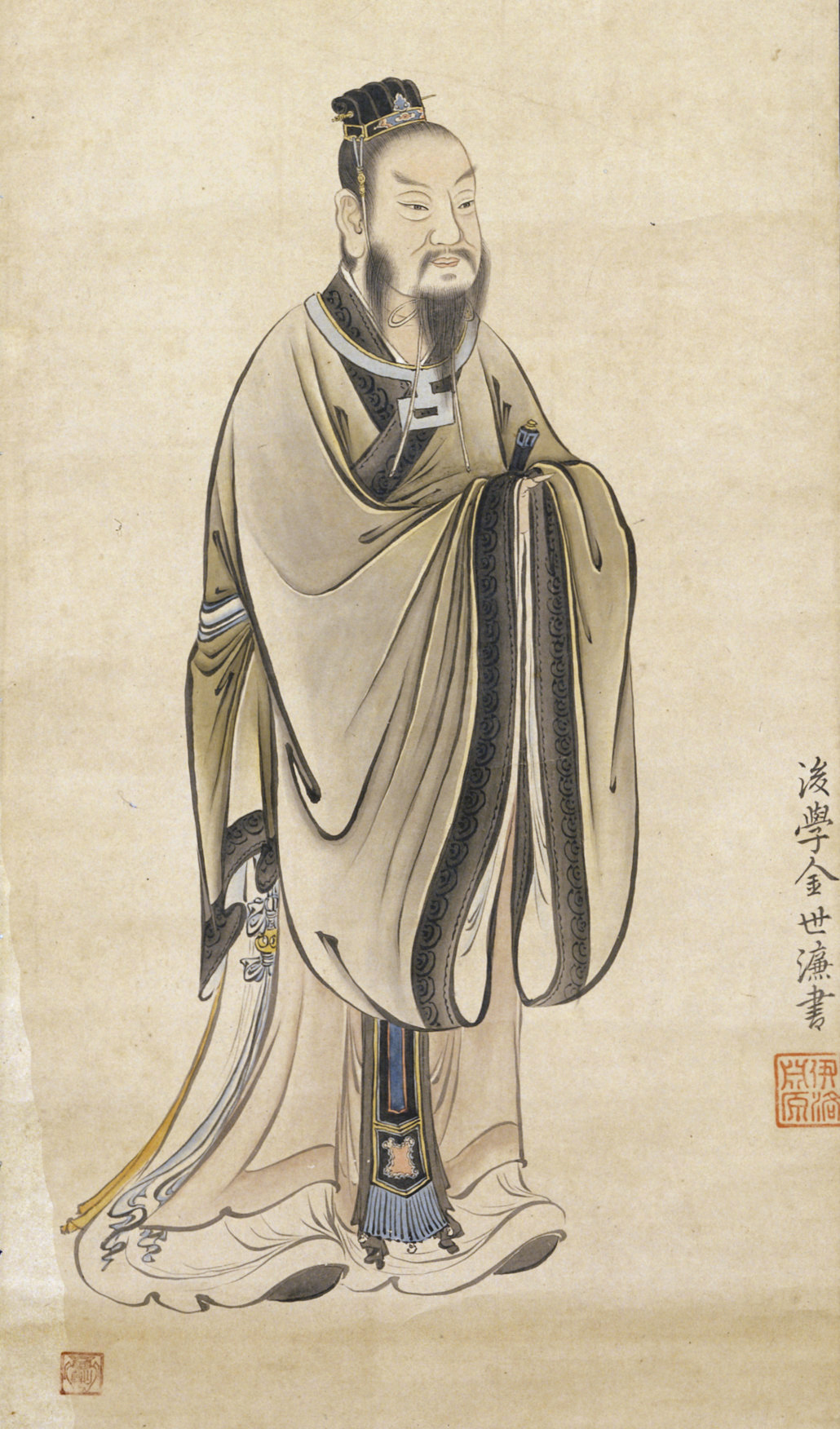
Pintura de Mengzi de Kanō Sansetsu.
l

Segons Menci, l'educació ha de despertar les habilitats innates de la ment humana. Va denunciar la memorització i va defensar el qüestionament actiu del text, dient: El que creu que tot un llibre estaria millor sense llibres (盡信書，則不如無書, de 孟子.盡心下). S'ha de comprovar la coherència interna comparant seccions i debatre sobre la probabilitat dels relats de fets comparant-los amb l'experiència.

### El destí
Menci també creia en el poder del Destí per donar forma als rols dels éssers humans a la societat. El que està destinat no pot ser inventat per l'intel·lecte humà ni previst. El destí es mostra quan sorgeix un camí que és alhora imprevist i constructiu. El destí no s'ha de confondre amb el destí. Menci va negar que el cel protegeixi una persona independentment de les seves accions, dient: Qui entén el Destí no es quedarà sota un mur que trontolla. El camí adequat és aquell que és natural i no forçat. Aquest camí també s'ha de mantenir perquè, Els camins no utilitzats estan coberts de males herbes. Qui segueix el Destí viurà una vida llarga i exitosa. Qui es rebel·li contra el Destí morirà abans del seu temps.

### Política i economia
Menci va viure durant el període agitat dels Regnes combatents i va revitalitzar el confucianisme que havia perdut terreny davant del moïsme. Viatjant a través de la Xina, va intentar influir en els governants del seu temps perquè creessin les condicions més favorables per al desenvolupament de les persones.

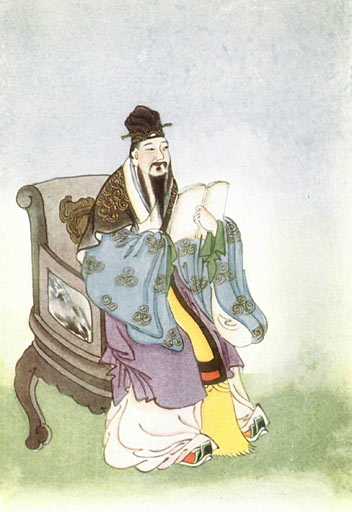
Mencius, de Myths and Legends of China, 1922 per ETC Werner

Va destacar la importància dels ciutadans comuns dins de l'Estat: mentre el confucianisme generalment tenia una alta estima pels governants, Menci va considerar acceptable que els súbdits foragitin o fins i tot matin el governant que ignora les necessitats de la gent i que governa amb duresa, ja que un governant que no és just no és un veritable governant. També va dir que no existeix cap guerra justa.
El seu pensament està recollit en el Mengzi o Llibre de Mengzi, un dels anomenats Quatre llibres que, juntament amb els Cinc clàssics i d'altres texts formen el Cànon confucià.
Menci va posar èmfasi en la importància dels ciutadans comuns a l'estat. Tot i que el confucianisme en general considera altament els governants, va argumentar que és acceptable que els súbdits enderroquin o fins i tot matin un governant que ignora les necessitats del poble i governa amb duresa. Això es deu al fet que un governant que no governa amb justícia ja no és un veritable governant. Parlant de l'enderrocament del malvat rei Zhou de Shang, Menci va dir: "Només he sentit parlar de matar un dolent Zhou, però no he sentit parlar d'assassinar-lo com a governant".
Aquesta dita no s'ha de prendre com una instigació a la violència contra les autoritats sinó com una aplicació de la filosofia confuciana a la societat. El confucianisme requereix un aclariment del que es pot esperar raonablement en una relació determinada. Totes les relacions haurien de ser beneficioses, però cadascuna té el seu propi principi o lògica interna. Un governant ha de justificar la seva posició actuant de manera benèvola abans de poder esperar la reciprocitat del poble. En aquest punt de vista, un rei és com un majordom. Tot i que Confuci admirava els reis de gran èxit, Menci està aclarint la jerarquia adequada de la societat humana. Tot i que presumiblement un rei té un estatus més alt que un plebeu, en realitat està subordinat a les masses de persones i als recursos de la societat. En cas contrari, hi hauria un menyspreu implícit del potencial de la societat humana cap al futur. Un és significatiu només pel que es dona, no pel que es pren.
Menci va distingir entre homes superiors que reconeixen i segueixen les virtuts de la rectitud i la benevolència i els homes inferiors que no ho fan. Va suggerir que els homes superiors només consideraven la rectitud, no els beneficis. Això suposa una "propietat permanent" per defensar la moral comuna. Per assegurar beneficis per als desafavorits i els vells, va defensar el lliure comerç, les taxes fiscals baixes i un repartiment més equitatiu de la càrrega fiscal.
Pel que fa a la perspectiva confuciana del mercat, s'aprèn més sobre els pensaments de Confuci de Menci que del mateix filòsof. El govern hauria de tenir un enfocament majoritàriament lliure pel que fa al mercat. Això va ser, en part, per evitar els monopolis de l'estat, però també era responsabilitat de l'estat protegir contra futurs monopolis que poguessin existir. Mencius també va defensar que no hi hagi impostos a les importacions; el mercat havia de canviar pel que us faltava, de manera que gravar els comerciants que importaven mercaderies finalment perjudicaria els vilatans. El pensament darrere d'això és que les persones són inherentment bones i racionals i es pot confiar per regular-se, de manera que l'augment de preus o l'engany no seria un problema. Els impostos sobre la propietat eren acceptables i eren l'únic mitjà pel qual els ducs i els estats recaptarien diners. No necessitaven recaptar gaire perquè els impostos eren només per a fons suplementaris. Aquests impostos també eren progressius, és a dir, les famílies que posseïen terres més grans i fèrtils pagarien més que les famílies amb adjudicacions uniformes. L'escassetat és un problema en qualsevol mercat; tanmateix, Mencius destaca el replantejament de la idea d'un recurs escàs. En lloc de ser escassos, els recursos s'han de veure com a abundants. Els recursos s'obtenen mitjançant l'ètica del treball i no per cap altre mitjà, de manera que no hi ha competències o guanys deslleials. Per preservar aquests recursos naturals, calia utilitzar-los o collir-los segons els seus cicles de creixement o reposició. En molts casos, la posteritat té prioritat sobre el benefici.

## Influència

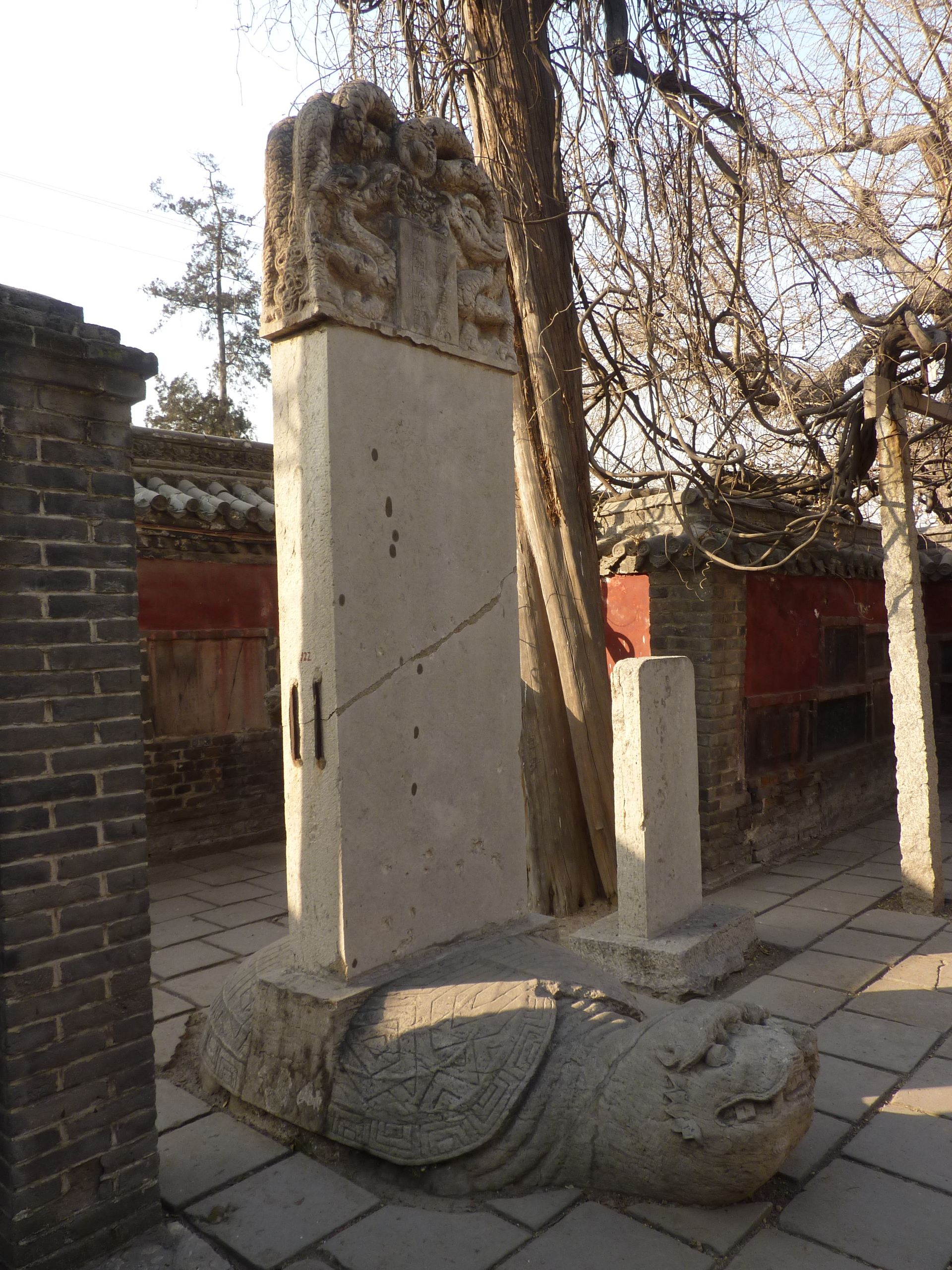
Una tortuga de la dinastia Yuan amb una estela en honor a Menci

La interpretació de Menci del confucianisme ha estat considerada generalment la versió ortodoxa pels filòsofs xinesos posteriors, especialment pels neoconfucians de la dinastia Song. Entre els deixebles de Menci hi havia un gran nombre de senyors feudals, i es diu que va tenir més influència que Confuci.
El Mencius (també escrit Mengzi o Meng-tzu), un llibre de les seves converses amb els reis de l'època, és un dels Quatre Llibres que Zhu Xi va agrupar com el nucli del pensament ortodox neoconfucià. En contrast amb les dites de Confuci, que són breus i autònomes, el Mencius consta de llargs diàlegs, incloent arguments, amb una extensa prosa. En general, va ser descuidat pels missioners jesuïtes que van traduir per primer cop el cànon confucià al llatí i altres llengües europees, ja que consideraven que l'escola neoconfuciana consistia principalment en la contaminació budista i taoista del confucianisme. A Matteo Ricci també li desagradava especialment el que creien que era la condemna del celibat com a no filial, que és més aviat una traducció errònia d'una paraula similar que es refereix més a aspectes de la personalitat. Les idees de Zhu representaven un desenvolupament natural i natiu del pensament de Confuci, va ser el primer a publicar una edició completa del Mencius a Praga el 1711. Francois Noel (missioner) va transcriure el nom com a "Memcius o Mem Tsu", que reflecteix l'ortografia de la seva època, que va convertir /ŋ/ en m. Vegeu, per exemple, "Nankim" per "Nanjing" i "Kiamnim" per "Jiangning" al mapa de la Xina publicat el 1687 Confuci, filòsof dels xinesos. com que la controvèrsia dels ritus xinesos s'havia decidit recentment contra els jesuïtes, tanmateix, la seva edició va aconseguir poca influència fora de l'Europa central i oriental.
En un llibre de 1978 que estimava les cent persones més influents de la història fins a aquest moment, Menci es va classificar en el lloc 92.
El primer Institut Menci es va establir a Xuzhou, Xina el 2008 sota una col·laboració entre la Universitat Normal de Jiangsu, l'Oficina de Turisme del Patrimoni de la Xina Zouchheng i la Xarxa d'Amistat del Clan Xuzhou Mengshi.
El primer Institut Menci fora de la Xina es troba al campus de Kampar de la Universitat Tunku Abdul Rahman (UTAR), Malàisia el 2016.